# Złatozar Atanasow
Złatozar Atanasow (ur. 12 grudnia 1989) – bułgarski lekkoatleta specjalizujący się w trójskoku.
Finalista młodzieżowych mistrzostw Europy z roku 2009. Dwa lata później, na tej samej imprezie, zajął 6. miejsce. Jedenasty zawodnik konkursu trójskoku podczas mistrzostw Starego Kontynentu (2012). W tym samym roku sięgnął po brązowy medal czempionatu krajów bałkańskich. Siódmy zawodnik halowych mistrzostw Europy z 2013. W tym samym roku zdobył srebro mistrzostw Bałkanów.  Uczestnik mistrzostw Europy w Amsterdamie (2016) oraz halowego odpowiednika mistrzostw Starego Kontynentu w Belgradzie. Medalista mistrzostw Bułgarii.
Rekordy życiowe: stadion – 17,09 (19 maja 2013, Burgas); hala – 16,70 (15 lutego 2013, Dobricz).

## Osiągnięcia
| Rok  | Impreza                               | Miejsce      | Lokata            | Wynik |
| ---- | ------------------------------------- | ------------ | ----------------- | ----- |
| 2009 | Halowe mistrzostwa krajów bałkańskich | Pireus       | 5. miejsce        | 15,83 |
| 2009 | Młodzieżowe mistrzostwa Europy        | Kowno        | 8. miejsce        | 16,32 |
| 2011 | Młodzieżowe mistrzostwa Europy        | Ostrawa      | 6. miejsce        | 16,39 |
| 2012 | Mistrzostwa Europy                    | Helsinki     | 11. miejsce       | 16,39 |
| 2012 | Mistrzostwa krajów bałkańskich        | Eskişehir    | 3. miejsce        | 15,48 |
| 2013 | Halowe mistrzostwa Europy             | Göteborg     | 7. miejsce        | 16,57 |
| 2013 | I liga drużynowych mistrzostw Europy  | Dublin       | 2. miejsce        | 16,15 |
| 2013 | Mistrzostwa krajów bałkańskich        | Stara Zagora | 2. miejsce        | 16,65 |
| 2013 | Mistrzostwa świata                    | Moskwa       | el. – 19. miejsce | 16,21 |
| 2014 | Mistrzostwa Europy                    | Zurych       | el. – 15. miejsce | 16,32 |
| 2015 | Halowe mistrzostwa Europy             | Praga        | el. – 14. miejsce | 16,05 |
| 2016 | Mistrzostwa Europy                    | Amsterdam    | el. – 13. miejsce | 16,34 |
| 2017 | Halowe mistrzostwa Europy             | Belgrad      | el. – 17. miejsce | 15,96 |